# Hibbertia turleyana
Hibbertia turleyana är en tvåhjärtbladig växtart som beskrevs av Judith Roderick Wheeler. Hibbertia turleyana ingår i släktet Hibbertia och familjen Dilleniaceae. Inga underarter finns listade i Catalogue of Life.